# Casa consistorial de San Clemente
La casa consistorial de San Clemente es un edificio civil situado en la localidad española de San Clemente, provincia de Cuenca, Castilla-La Mancha.
Edificio de estilo renacentista, dentro de la línea del clasicismo puro, en esquina de forma rectangular, con dos plantas más un torreón, coronado por un gran escudo Real de los Austrias. Es obra del arquitecto Domingo de Zalvide y fue construido en el siglo XVI. La construcción del edificio ha sido relacionada también con el maestro cantero y arquitecto Andrés de Vandelvira (1509-1575), que habría ejercido como tracista. La fachada está dentro del conjunto de la Plaza Mayor, que en su época estuvo completamente porticada. 
Fue declarado Conjunto Histórico-Artístico en 1980. La Casa Consistorial fue declarada Bien de Interés Cultural el 19 de febrero de 1992.

## Descripción arquitectónica
El edificio principal está dividido en dos plantas. La planta baja es una galería porticada con siete vanos y columnas dóricas, arcos de medio punto y decoración de molduras. La puerta principal, descentrada a la derecha, está compuesta por dos arcos de medio punto, y en la enjuta está la figura de un Hércules, al que representan como un anciano barbado con su maza. Hércules en este caso se identifica con el Concejo, en cuanto que éste es el defensor del pueblo y debe velar por él. Fue también destinado a recinto carcelario. En la parte izquierda se encuentra un arco con pilastras estriadas y decoración de círculos en dovelas que da acceso a la planta superior, mediante una gran escalinata interior.
Los arcos de la galería son similares a los del Palacio de Carlos V a los pies de la Alhambra de Granada y fueron un obsequio de la emperatriz Doña Isabel, señora de la villa desde 1526 a 1539. Sobre la arquería, una doble imposta corrida soporta un pretil adornado con bajorrelieve de estilo renacentista, enmarcado por columnas.
La planta baja y la primera están separadas por entablamiento con arquitrabe y friso, éste con triglifos y metopas, y las metopas decoradas con molduras a modo de rosetones.
La planta primera es también una arquería de siete arcos apoyados en pilastras y con decoración en las enjutas, formando ventanajes cerrados con forja y cristal. Está coronado por un friso corrido decorado con rosetones, algunos con figuras antropomórficas en disposición simétrica, y aparece partido en el centro por el escudo de Carlos I, enmarcado por pilastras jónicas y con decoración de bucráneos en la parte alta, rematado arriba de su entablamento por dos figurillas de angelitos en sus extremos y en medio de éstos un personaje eclesiástico con mitra.
Los bustos de los medallones representan a diferentes personalidades de la época, como el infante Don Carlos con un ave de cetrería, en la parte izquierda del edificio, aunque algunos personajes parecen repetirse.
Se observan también varias piedras armeras: dos rematando ambos extremos superiores del arco central, que ostentan las armas de la villa; y tres de Carlos I. Completan la decoración un reloj de sol situado sobre un pináculo y numerosas gárgolas.
La torre está realizada en piedra sillar, con cinco cuerpos. En la parte inferior tiene una puerta con arco de medio punto que abre el espacio interior de la misma (espacio que fue utilizado durante algunos años como toriles en los festejos taurinos celebrados en la villa). En el tercer cuerpo se abren dos ventanas simétricas con baquetones, con un gran reloj central. Y en el último una espadaña con frontón partido entre pináculos de bolas que se remata con un pequeño torreón de dos cuerpos, el superior con cuatro ojos y pináculo muy esbelto.
A la izquierda y cerrando la plaza, se prolonga la fachada en un arco de medio punto que une el edificio con las casas colindantes y da acceso a la calle.

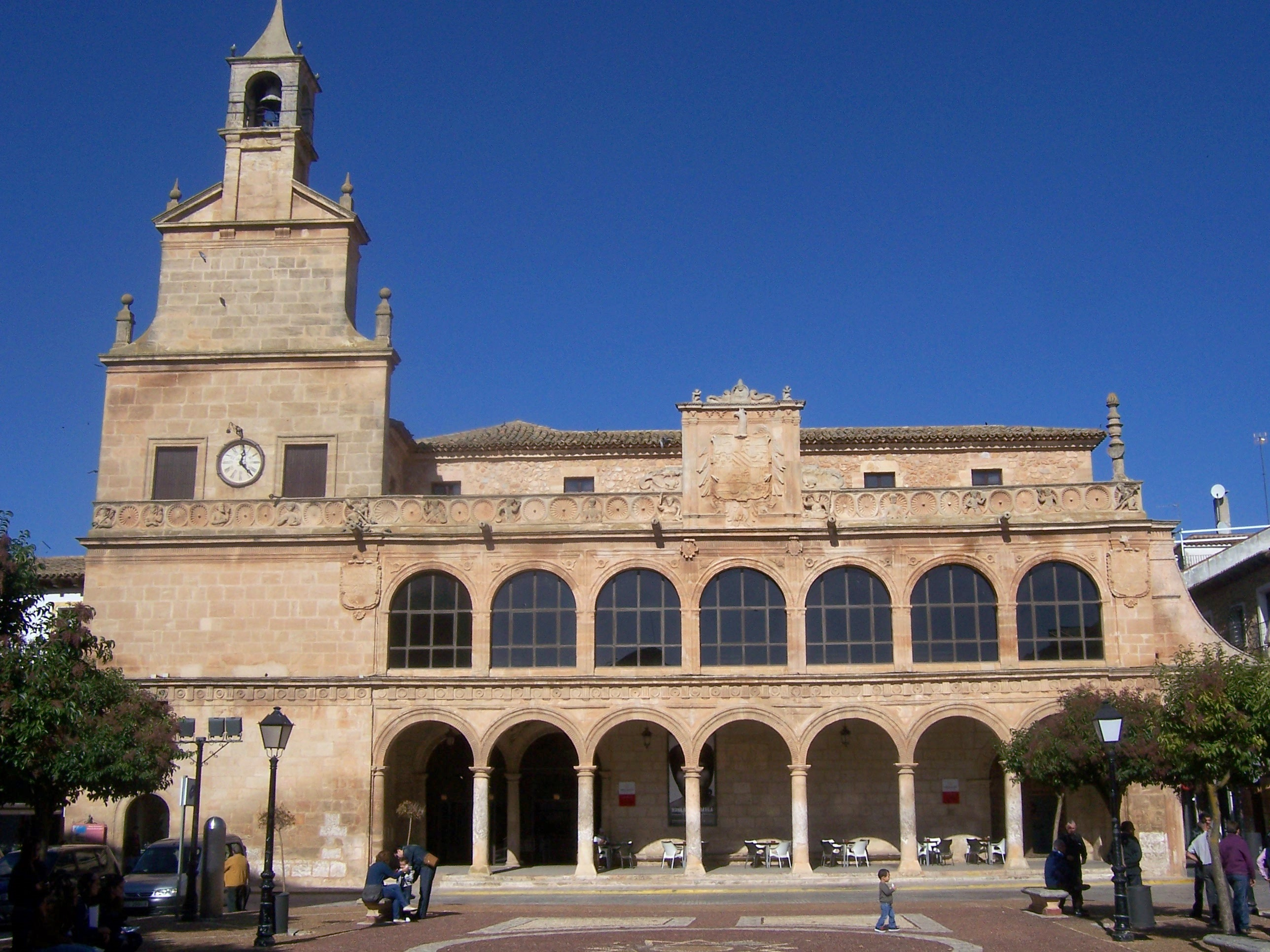
Fotografía frontal
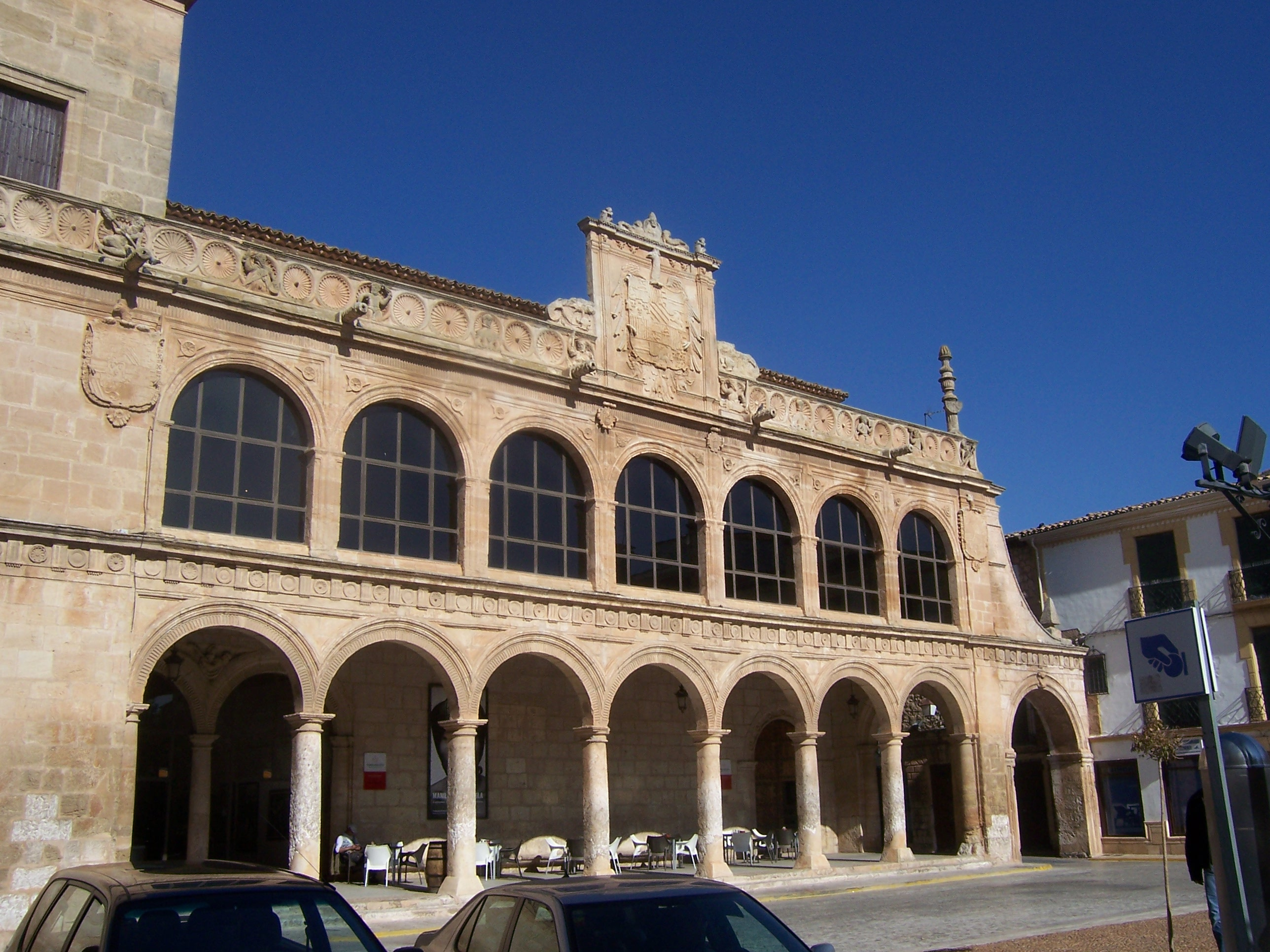
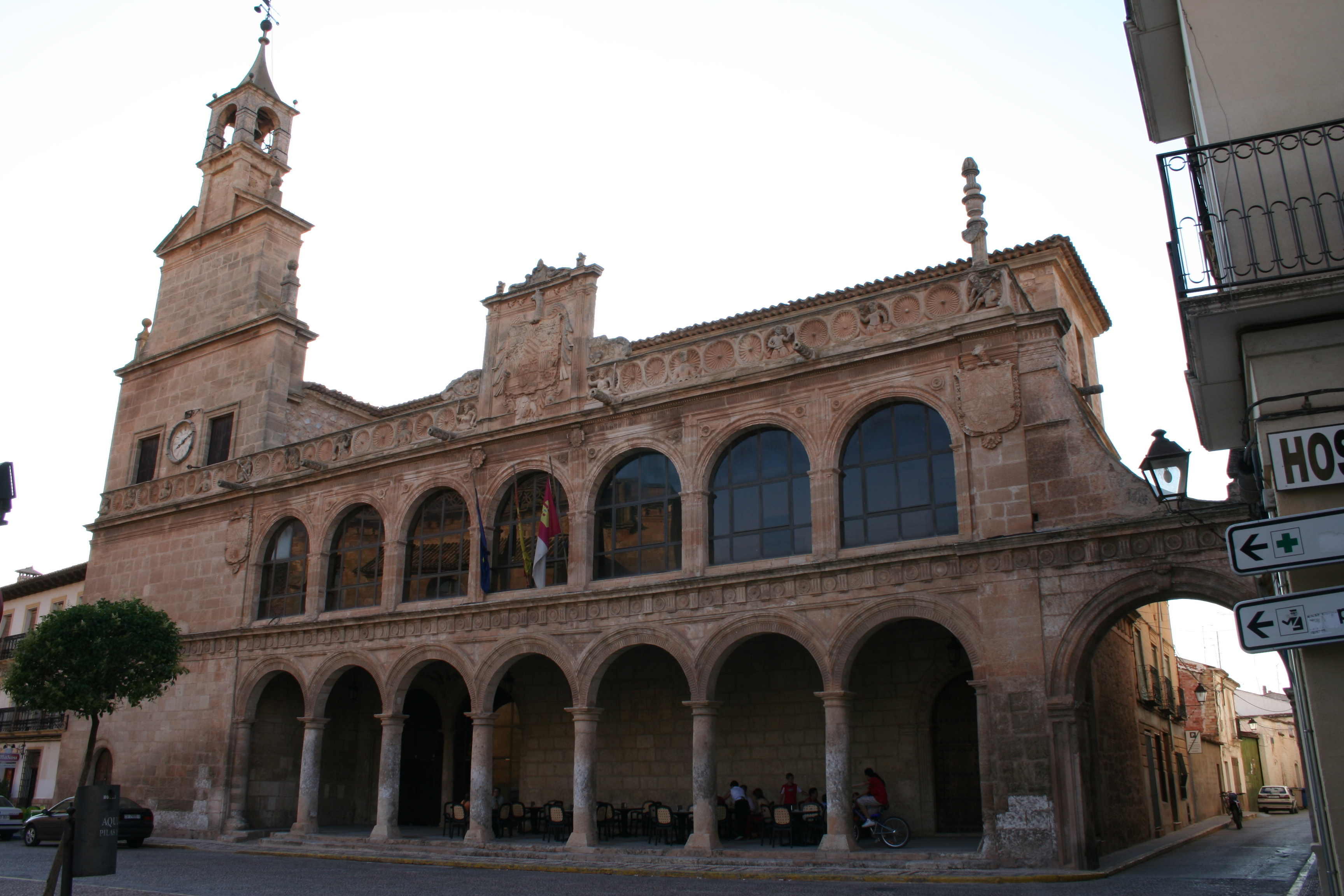
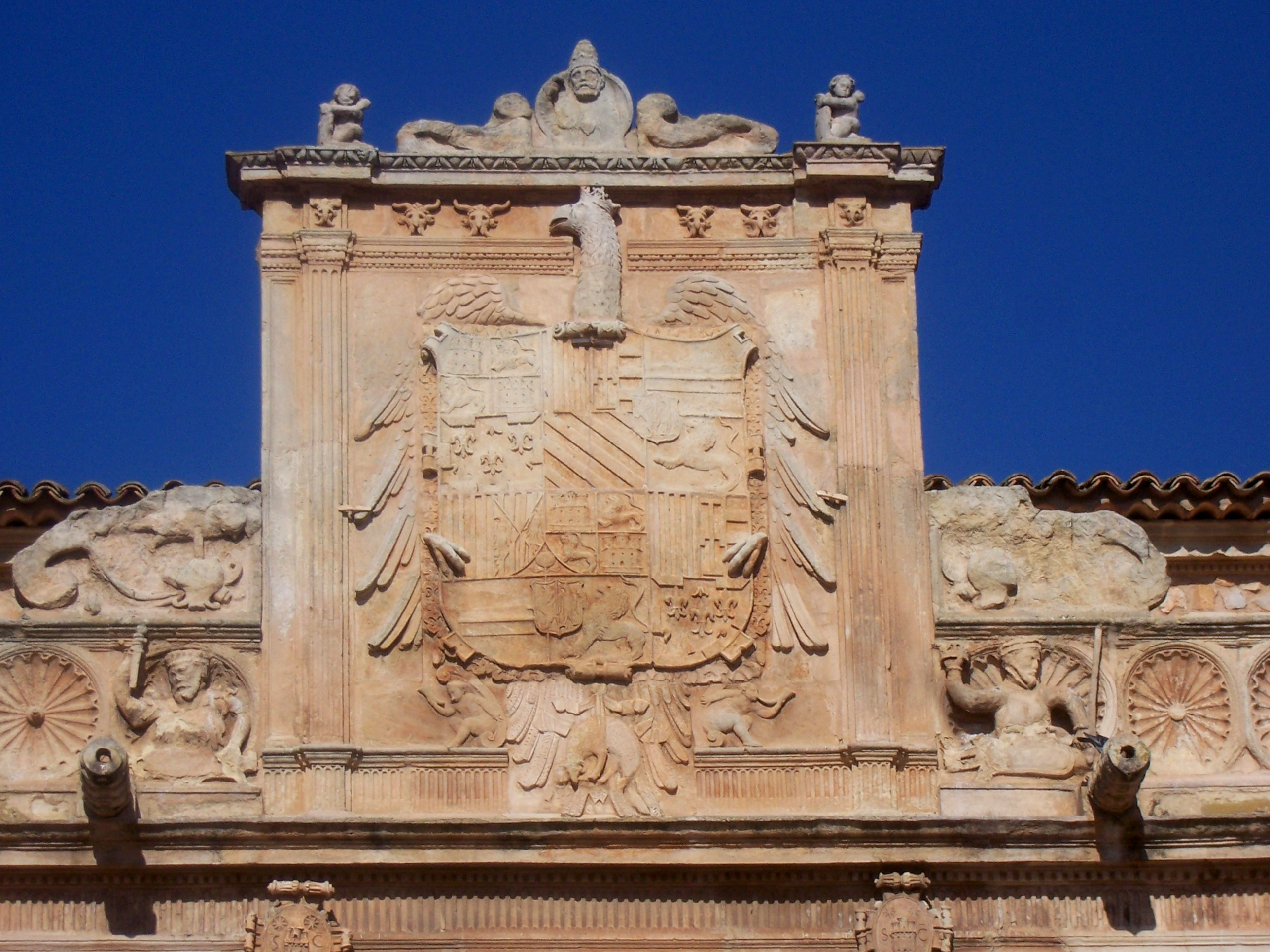
Escudo Real de los Austrias
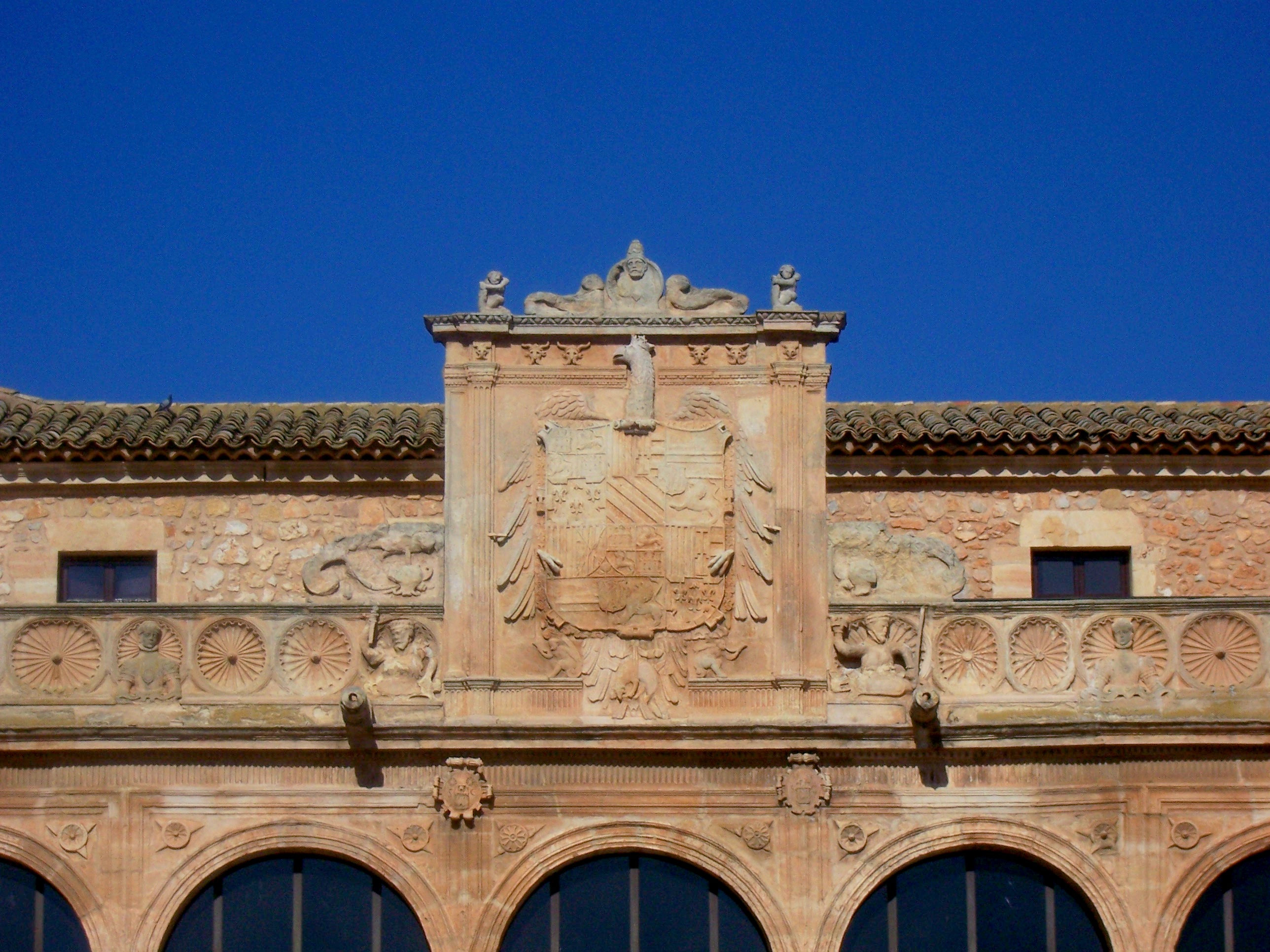
Escudo Real y escudos de armas a sus pies. Medallones a los lados.
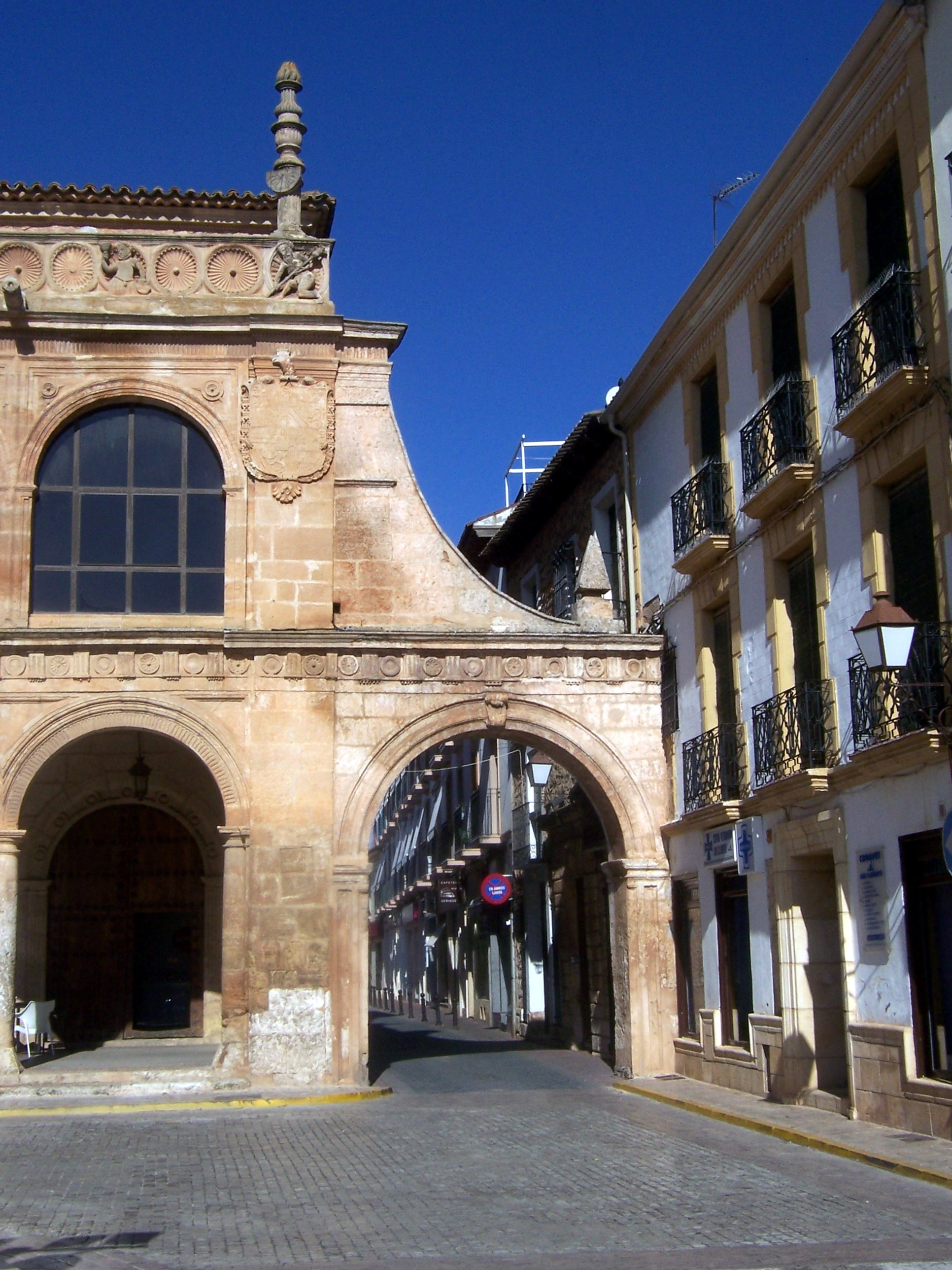
Arco lateral de la Casa Consistorial

## Construcción
La construcción está datada en el siglo XVI: en la columna tercera una inscripción alude a la construcción del edificio durante el reinado de Felipe II, en 155?; y en el reloj de sol se lee la fecha de 1566. En todo caso, fue construido en varias fases.
En 1565 se acordó que se labraran en el Ayuntamiento tres escudos, pero, al parecer, no llegaron a realizarse en su totalidad: uno con las armas del rey en el centro del edificio; otro con las armas del gobernador, en la izquierda; y otro con las armas de la villa, en la derecha. En 1577 se acordó la construcción de la torre, destinada a colocar en ella el reloj de la villa, situado hasta entonces en la torre de la iglesia parroquial de Santiago Apóstol. La obra finalizó en 1622, con el remate del chapitel que cubre la campana del reloj. Encima de la tercera columna de los arcos bajos hay una inscripción, en la que se puede leer con cierta dificultad: “ Esta obra se comenzó dos días del mes de agosto de 1585 (‘) años, reinando don Felipe II, Rey de España, y siendo su Corregidor de este marquesado el Ilte. Sr Don Francisco Zapata de Os…”. No se sabe a qué obra se refiere, dado que el edificio comenzó a construirse 50 años antes.
En 1633, para evitar la caída inminente del escudo central a la Plaza Mayor, fue desmontado por piezas y vuelto a colocar adecuadamente. Esta obra costó 302 reales y fue realizada por Juan Álvarez. En 1674 se adquirió otro escudo con las armas del rey, destinado a la sala capitular. El arco que une el edificio con las casas colindantes, a la izquierda cerrando la plaza, parece que fue la última parte en construirse, a juzgar por la inscripción grabada en su frontal, que la data en 1692: “Reinando la Mag. D, Carlos II, siendo Corregidor desta villa el Sr. D.Melchor de Robles y Baldés, caballero de la orden de Santiago, caballerizo de la Reina nuestra señora, se hizo esta obra, siendo comisarios los señores de Pacheco y don Antonio de Ortega, Año de 1692”. La torre tuvo que ser remodelada en el año 1766, tras verse medio derrumbada por el terremoto de Lisboa de 1755.

## Actualidad
En su interior se conserva el Archivo Histórico Local, con documentos y copias del siglo XIV.
La Casa Consistorial ha sido utilizada como ayuntamiento hasta la década de 1990. Entonces el ayuntamiento se trasladó a la Casa de la Cultura. Actualmente la planta primera alberga el Museo de Obra Gráfica "Fundación Antonio Pérez". En la planta baja se ubica la Sala de Exposiciones Temporales del Museo de Obra Gráfica.